# 金正濂
金正濂（韓語：김정렴，1924年1月3日—2020年4月25日），大韩民国外交官、政治人物，前驻日本大使。

## 生平
1924年1月3日生于日治朝鮮京城府。在忠清南道长大，毕业于江景商业学校。1944年进入朝鮮銀行工作，后应征入伍。历任韩国财务部次长（1962年－1963年）、商工部次长（1964年－1966年）、财务部部长（1966年）、商工部部长（1967年－1969年）、朴正熙总统秘书室长（1969年－1978年）、驻日大使（1979年－1980年）等职务。参与新乡村运动、山林绿化、通货改革等工作。
2020年4月25日逝世，终年96岁。

## 出版物
- 金正濂. . 中央日報社. 1990年.
- 金正濂. . 新华出版社. 由张可喜翻译. 1993年. ISBN 7501120307.